# Mammoth Spring, Arkansas
Mammoth Spring là một thành phố thuộc quận Fulton, tiểu bang Arkansas, Hoa Kỳ. Năm 2010, dân số của thành phố này là 977 người.

## Dân số
- Dân số năm 2000: 1147 người.
- Dân số năm 2010: 977 người.